# 기모쓰키정

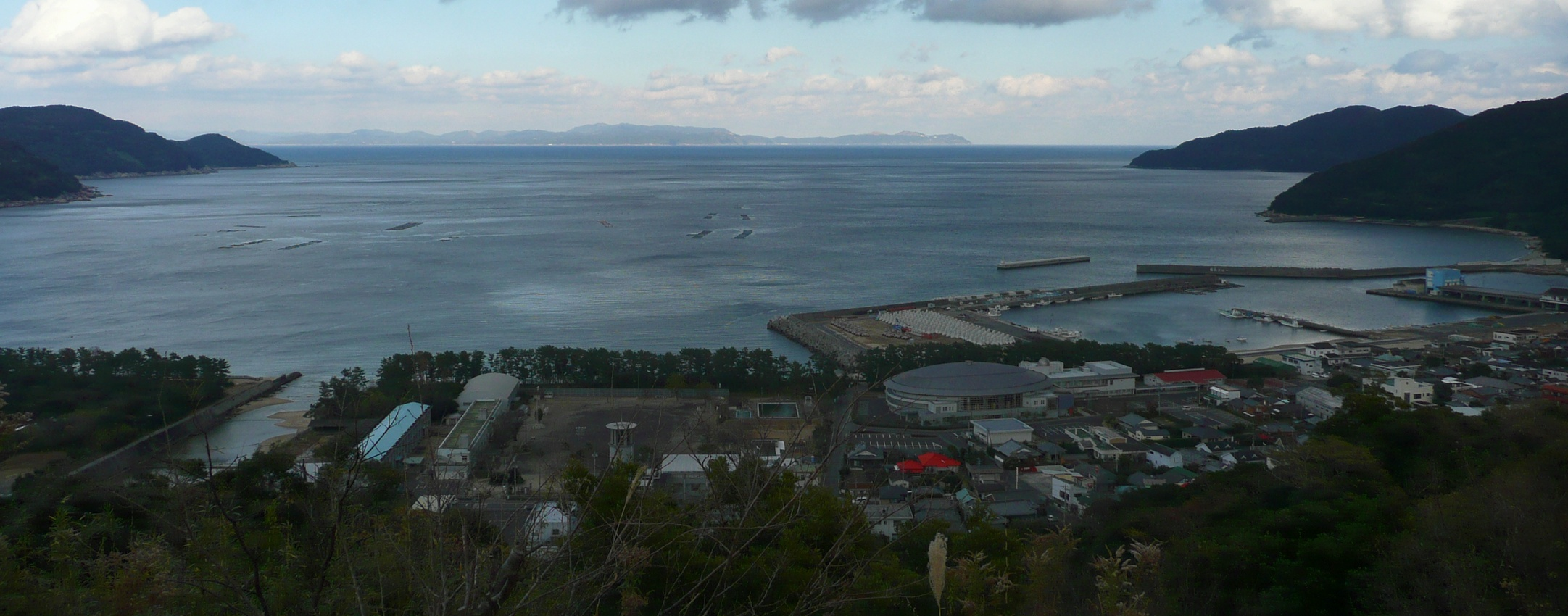
우치노우라만

기모쓰키정(일본어: 肝付町)은 일본 가고시마현 본토 동남부, 오스미반도 동부에 있는 기모쓰키군의 정이다. 2005년 7월 1일에 고야마정과 우치노우라정이 합병해 탄생했다.
옛 우치노우라정 지역에는 로켓 발사 시설(우치노우라 우주공간 관측소)이 있는 것으로 유명하다.

## 지리
북서부의 옛 고야마정과 남동부의 옛 우치노우라정은 구니미산(기모쓰키 산지)으로 가로막혀 있어 예전에 두 정 중심부 간 왕래는 국도 448호선을 경유해 30분 이상 걸렸다. 그러나 2002년에 구니미산을 관통하는 구니미 터널이 개통해 이동 시간이 큰 폭으로 단축되었다.
옛 고야마정 북부에는 기모쓰키 평야가 펼쳐지지만 그 외 지역은 산지가 차지하고 있고 옛 우치노우라정 지역에서 평야는 종합출장소 주변에서 볼 수 있는 정도이다. 북서단에는 시라스 대지로 유명한 가사노하라 대지가 펼쳐지고 국도 220호선이 통과한다.

### 인접한 자치체
- 가노야시
- 기모쓰키군 히가시쿠시라정·긴코정·미나미오스미정

## 역사
- 1889년 4월 1일 - 정촌제 시행과 함께 고야마향·우치노우라향이 그대로 고야마촌·우치노우라촌이 되었다.
- 1932년 4월 1일 - 고야마촌이 정으로 승격해 고야마정이 되었다.
- 1932년 10월 1일 - 우치노우라촌이 정으로 승격해 우치노우라정이 되었다.
- 2005년 7월 1일 - 고야마정·우치노우라정이 합병(신설 합병)해 기모쓰키정이 되었다.

## 교통

### 도로
- 국도 220호선
- 국도 448호선